# Costituzione della Spagna
La Costituzione spagnola (in spagnolo e galiziano: Constitución española; in basco: Espainiako Konstituzioa; in catalano: Constitució espanyola) è la fonte suprema del diritto nell'ordinamento giuridico spagnolo, approvata il 6 dicembre 1978, promulgata il 27 dicembre ed entrata in vigore il 29 dicembre dello stesso anno, conseguenza di un processo storico denominato Transizione spagnola che convertì il regime franchista in una monarchia parlamentare.

## Storia

### Laley para la reforma
La morte del Generalísimo e Caudillo de España Francisco Franco, avvenuta il 20 novembre 1975, rese possibile la proclamazione, il 22 novembre, di Juan Carlos I di Spagna come Re, e poco dopo, nel luglio del 1976, la formazione di un Governo presieduto da Adolfo Suárez González, e designato secondo la legislazione vigente. Il Governo inviò alle Camere nell'ottobre 1976, un progetto di Legge per la Riforma politica, che fu approvato dalle Camere e poi sottoposto a referendum secondo tutti i requisiti previsti dalle Leyes Fundamentales franchiste (Leggi Fondamentali dello Stato).
Questa Legge per la Riforma politica spagnola del 1977 supponeva una notevole alterazione delle leggi fondamentali; pur senza introdurre essa stessa un sistema democratico-costituzionale rendeva possibile la creazione di questo, abrogando così il regime franchista. La legge si inseriva formalmente nell'ordinamento vigente (la sua disposizione finale la definiva espressamente come Legge fondamentale), ma differiva radicalmente nel suo spirito da questo ordinamento in quanto:
- riconosceva i diritti fondamentali dell'uomo come inviolabili (articolo 1);
- conferiva la potestà legislativa esclusiva alla rappresentanza popolare (articolo 2);
- prevedeva un sistema elettorale ispirato ai principi democratici e di rappresentanza proporzionale.

In seguito il Regio decreto legge 20/1977 regolò il procedimento per l'elezione delle Camere, elezioni che si tennero il 15 giugno 1977, le prime elezioni libere dal 1936.

### L'iter del testo della Costituzione
Uno degli obiettivi prioritari delle Camere fu la redazione di una Costituzione. La Legge di Riforma politica prevedeva la possibilità che l'iniziativa di riforma costituzionale fosse presa dal Governo o dal Congreso de los Diputados (Congresso dei deputati) e fu scelta questa seconda opzione.
La Comisión de Asuntos Constitucionales y Libertades Públicas (commissione riguardo alla Costituzione e le libertà pubbliche) del Congresso nominò una Sottocommissione di sette deputati che elaborò una bozza di Costituzione.
La bozza venne discussa nell'ambito della Commissione e, posteriormente, fu discussa e approvata dal Congresso. In seguito si procedette all'esame da parte della Comisión Constitucional del Senado (Senato) e dell'assemblea plenaria dell'organo.
La discrepanza tra il testo approvato dal Congresso e quello approvato dal Senato rese necessario l'intervento di una commissione mista, Congresso-Senato, costituita da sette parlamentari, che elaborò un testo definitivo. Questo fu votato e approvato dalle due Camere il 31 ottobre. Sottoposto a referendum, che lo ratificò il 6 dicembre 1978 con l'87,78% dei votanti, fu promulgato il 27 dello stesso mese dal Re e pubblicato nel BOE (Bollettino Ufficiale Spagnolo) il 29 dicembre (si evitò il giorno 28 poiché coincideva con la festa dei Santi Innocenti, tradizionalmente dedicato agli scherzi).
Da allora il giorno 6 dicembre costituisce in Spagna un giorno di festa nazionale, il Día de la Constitución.

### Riforme
Finora, la Costituzione spagnola è stata modificata due volte, nel 1992 per estendere ai cittadini dell'Unione europea i diritti elettorali (attivi e passivi) nelle elezioni locali e nel 2011, per ampliare i poteri delle autonomie locali e introdurre il principio del pareggio di bilancio.

## Struttura
La Costituzione è la Norma Fondamentale dello Stato, alla quale sono vincolati tutti i poteri pubblici e i cittadini. Ogni disposizione o atto contrario alla Costituzione perde vigore e sarà convenientemente espulso dall'ordinamento giuridico o sanzionato secondo le disposizioni delle norme sulla giustizia costituzionale e altre disposizioni costituzionali e legali.
Seguendo la linea delle costituzioni moderne, la Costituzione spagnola è strutturata in due parti chiaramente differenti nel contenuto: la parte dogmatica e la parte organica.

### Parte dogmatica
In questa parte è contenuta una dichiarazione dei principî che indicano e incorporano i valori imperanti nella società che la promulga. Nella Costituzione spagnola la parte dogmatica è costituita da:
- Preambolo
- Titolo preliminare (articoli da 1 a 9)
- Titolo I, denominato «De los derechos y deberes fundamentales» (Dei diritti e doveri fondamentali) (articoli da 10 a 55).

Nella parte dogmatica sono contenuti i principali diritti costituzionali dei cittadini spagnoli.
A sua volta il Titolo preliminare contiene i Princìpi costituzionali che determinano la configurazione dello Stato e i suoi segni di identità.
La sovranità si fa risiedere nel popolo spagnolo, ma la polemica lettera dell'articolo 2 (che, sancendo l'indissolubile unità e indivisibilità della nazione spagnola, include il diritto all'autonomia delle nazionalità e delle regioni che integrano la nazione spagnola) è sempre stata fonte di contrasti per la ambiguità della sua redazione che, sebbene permise di ottenere il consenso necessario per la sua approvazione, ha dato luogo a molteplici interpretazioni.

### Parte organica
Nella parte organica si modella la struttura dello Stato regolando gli organi di base che esercitano i poteri statali. Il sistema spagnolo conserva il modello tripartito di divisione dei poteri di Montesquieu, tra Potere esecutivo, Potere legislativo e Potere giudiziario.
- Titolo II, «De la Corona» (della Corona) (articoli da 56 a 65)
- Titolo III, «De las Cortes Generales» (del Parlamento) (articoli da 66 a 96)
- Titolo IV, «Del Gobierno y de la Administración» (del Governo e dell'Amministrazione) (articoli dal 97 a 107)
- Titolo V, «De las relaciones entre el Gobierno y las Cortes Generales» (delle relazioni tra Governo e Parlamento) (articoli da 108 a 116)
- Titolo VI, «Del poder judicial» (del potere giudiziario) (articoli dal 117 a 127)
- Titolo VII, «Economía y Hacienda» (Economia e Impresa) (articoli dal 128 a 136)
- Titolo VIII, «De la organización territorial del Estado» (dell'organizzazione territoriale dello Stato) (articoli dal 137 a 158)
- Titolo IX, «Del Tribunal Constitucional» (del Tribunale Costituzionale) (articoli dal 159 a 165)
- Titolo X, «De la reforma constitucional» (della riforma costituzionale) (articoli dal 166 a 169)

La Costituzione termina con le disposizioni aggiuntive, transitorie, derogatorie e finali.

## Il sistema politico e le autonomie

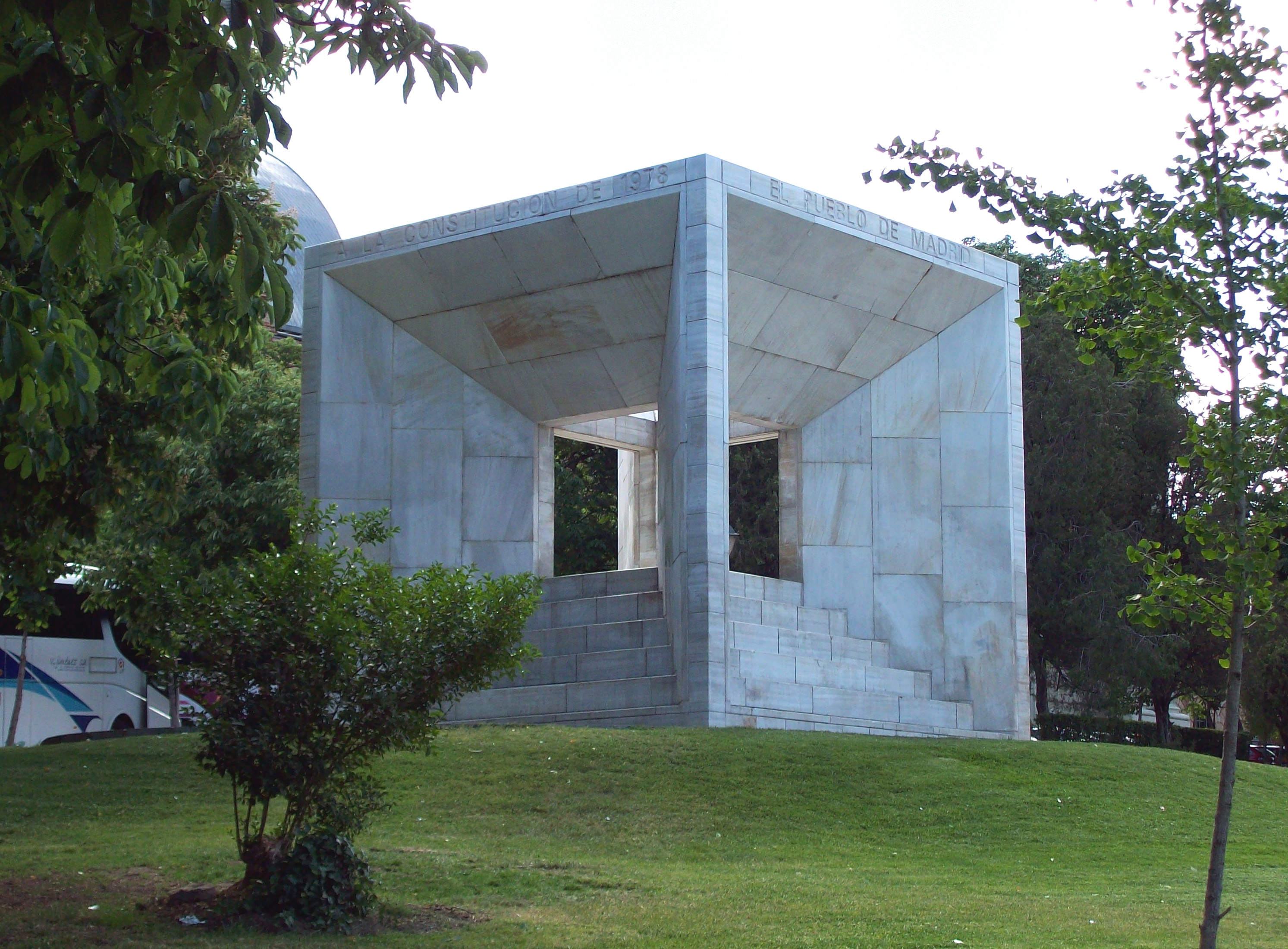
Monumento alla Costituzione a Madrid.

### Il sistema politico
L'ideologia liberale impregna la Costituzione spagnola e il sistema politico. La forma di governo è la monarchia costituzionale con a capo il Re, Felipe VI di Borbone, erede legittimo dei diritti dinastici di Juan Carlos I. I poteri del monarca sono limitati e enumerati nella Costituzione.
La divisione dei poteri, idea fondamentale del pensiero liberale, è la base del sistema politico. La sovranità nazionale permette la elezione, per suffragio universale (uomini e donne di età maggiore ai 18 anni), dei rappresentanti del popolo sovrano nel Parlamento. Esercitano il potere legislativo per mezzo delle due Camere (Cortes Generales), il Congreso de los Diputados e il Senado. Il Congresso dà la fiducia al Presidente del Governo proposto dal Re e controlla l'azione del potere esecutivo. Può sfiduciare il Presidente del Governo tramite una mozione di censura solo se, contestualmente, designa il suo successore (sfiducia costruttiva).
Il Presidente del Governo esercita il potere esecutivo con l'aiuto del suo consiglio dei ministri.
Il potere giudiziario è esercitato dai giudici, carica a cui si accede mediante concorso pubblico, e dal giurato, formato da cittadini scelti tramite sorteggio in ogni giudizio. Il Tribunale Costituzionale controlla che le leggi e gli atti della pubblica amministrazione siano coerenti con la Carta costituzionale.

### Le autonomie
La Costituzione del 1978 rompe una tradizione centralista iniziata nel 1700 da Filippo V di Spagna. Come proposta di soluzione al problema regionale e alle rivendicazioni dei gruppi nazionalisti baschi e catalani, senza dimenticare il crescente nazionalismo gallego, valenziano, delle isole Canarie e andaluso, si creò un nuovo modello di stato decentrato, nel quale ogni regione si converte in una comunidad autónoma (comunità autonoma) con un governo proprio, un parlamento autonomo, tribunali di ambito regionale e un Estatuto de autonomía (statuto di autonomia) che stabilisce il modello e le competenze che può assumere.
La Costituzione stabiliva due possibili autonomie. Le nazionalità storiche Catalogna, Paesi Baschi e Galizia avrebbero seguito una via rapida e con maggiori competenze. Anche l'Andalusia conseguì il titolo di nazionalità storica.
Per le altre regioni la concessione dell'autonomia si dilatò nel tempo e il trasferimento delle competenze fu più lento.
Durante gli ultimi vent'anni lo Stato ha trasferito competenze alle regioni autonome, per ultime sanità e istruzione.

### Diritti fondamentali
Si accolse un'ampia dichiarazione dei diritti individuali, senza restrizioni, includendo diritti sociali (al lavoro, alla casa, all'istruzione e alla sanità) ed economici.

## Preambolo
La redazione del Preambolo della Costituzione era considerata un onore e richiedeva anche una certa abilità letteraria. La persona scelta per questo incarico fu Enrique Tierno Galván, ecco il testo integrale del preambolo:
- Garantizar la convivencia democrática dentro de la Constitución y de las leyes conforme a un orden económico y social justo.
- Consolidar un Estado de Derecho que asegure el imperio de la ley como expresión de la voluntad popular.
- Proteger a todos los españoles y pueblos de España en el ejercicio de los derechos humanos, sus culturas y tradiciones, lenguas e instituciones.
- Promover el progreso de la cultura y de la economía para asegurar a todos una digna calidad de vida.
- Establecer una sociedad democrática avanzada, y
- Colaborar en el fortalecimiento de unas relaciones pacíficas y de eficaz cooperación entre todos los pueblos de la Tierra.

En consecuencia, las Cortes aprueban y el pueblo español ratifica la siguiente
CONSTITUCIÓN.»
- Garantire la convivenza democratica nell'ambito della Costituzione e delle leggi conforme a un ordine economico e sociale giusto.
- Consolidare uno Stato di Diritto che assicuri la supremazia della legge come espressione della volontà popolare.
- Proteggere tutti gli spagnoli e i popoli di Spagna nell'esercizio dei diritti umani, la loro cultura e le loro tradizioni, lingue e istituzioni.
- Promuovere il progresso della cultura e dell'economia per assicurare a tutti una degna qualità di vita.
- Stabilire una società democratica avanzata, e
- Collaborare nel rafforzamento di relazioni politiche pacifiche e di efficace cooperazione tra tutti i popoli della Terra.

Di conseguenza, il Parlamento approva e il popolo spagnolo ratifica la seguente
COSTITUZIONE.»